# Aeschlen
Aeschlen (toponimo tedesco; informalmente anche Aeschlen bei Oberdiessbach) è una frazione di 305 abitanti del comune svizzero di Oberdiessbach, nel Canton Berna (regione di Berna-Altipiano svizzero, circondario di Berna-Altipiano svizzero).

## Storia

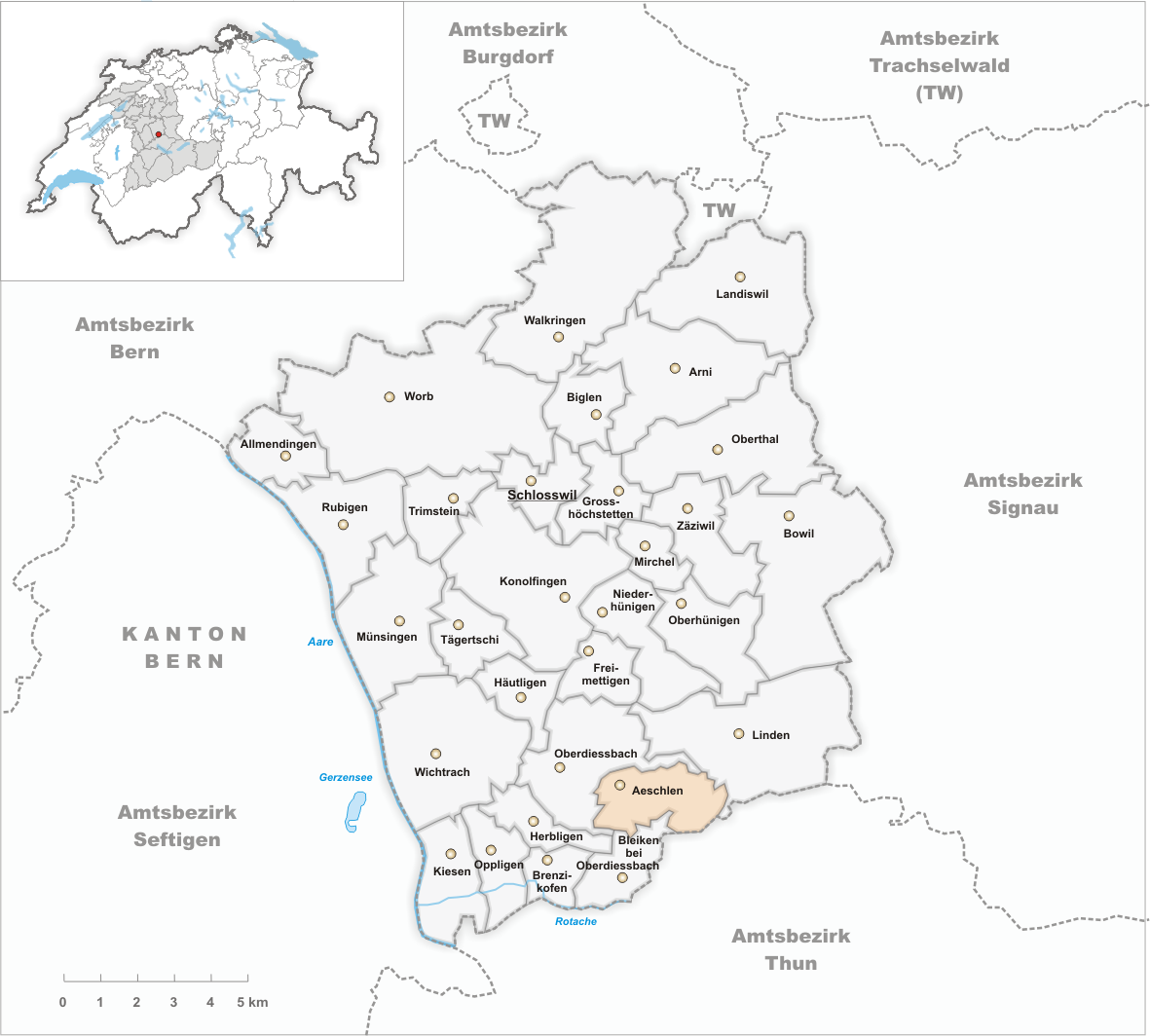
Il territorio del comune di Aeschlen prima degli accorpamenti comunali del 2010

Già comune autonomo appartenente al distretto di Konolfingen, che si estendeva per 4,9 km² e che comprendeva anche le frazioni di Bareichten e Bittmoos, il 1º gennaio 2010 è stato accorpato a Oberdiessbach.

## Società

### Evoluzione demografica
L'evoluzione demografica è riportata nella seguente tabella:
Abitanti censiti

## Amministrazione
Ogni famiglia originaria del luogo fa parte del cosiddetto comune patriziale e ha la responsabilità della manutenzione di ogni bene ricadente all'interno dei confini del comune.